# William Senhouse Kirkes

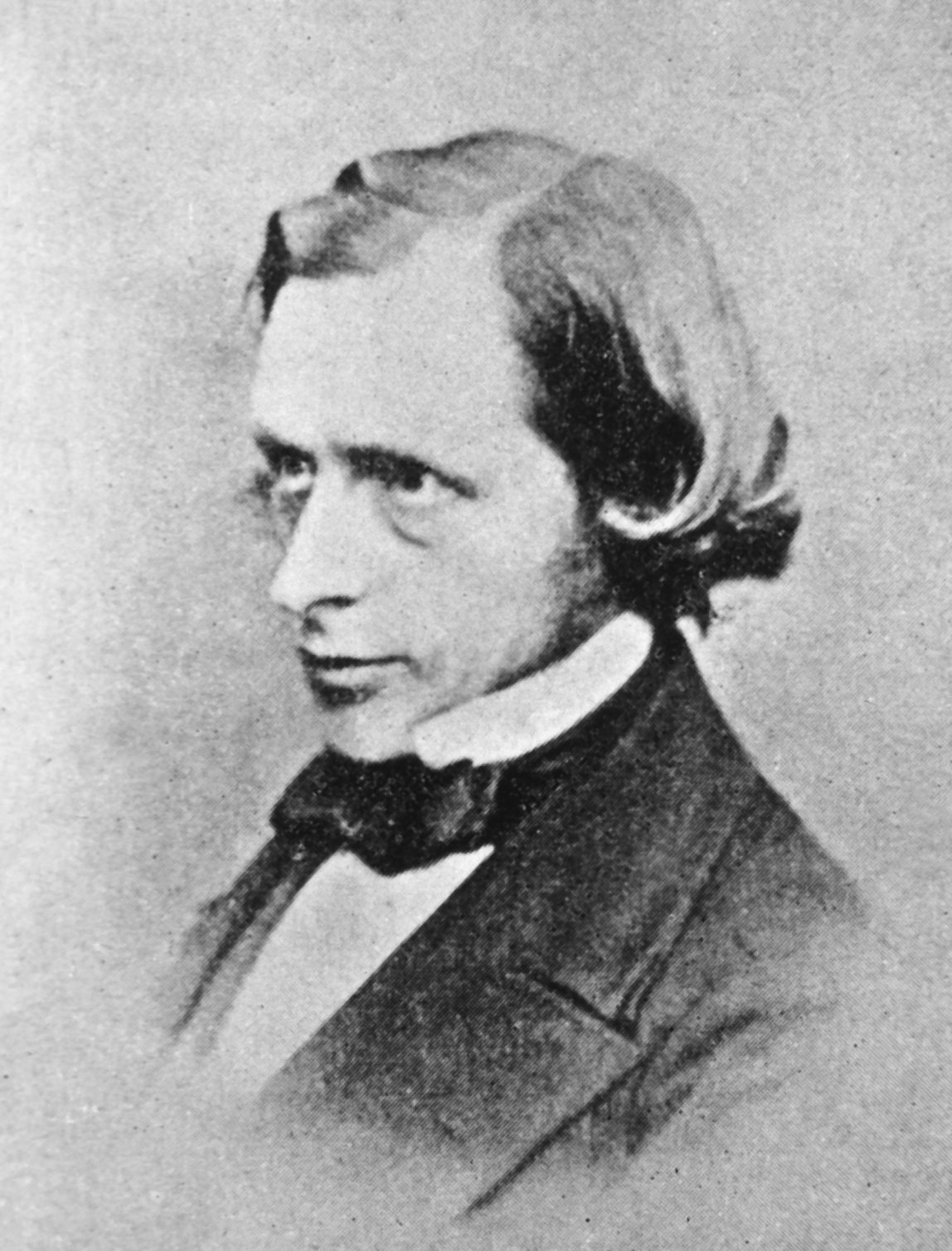
William Senhouse Kirkes

William Senhouse Kirkes (* 21. Januar 1822 in der Nähe von Holker bei Cartmel, Lancashire; † 8. Dezember 1864 in Marylebone, London) war ein englischer Physiologe.

## Werdegang und Werk
William Senhouse Kirkes wurde als Sohn von Morecroft Kirkes und dessen Frau Anne geboren. Am 22. März 1822 wurde er in der Cartmel Parish Church getauft. Nach dem Besuch der Cartmel Grammar School begann er im Alter von nur 14 Jahren in Lancaster bei Verwandten seiner Mutter mit der Ausbildung zum Chirurgen. Nach fünf Jahren beendete er 1841 die Ausbildung und studierte am Londoner St Bartholomew’s Hospital Medizin. Das Lizenziat erwarb er an der Humboldt-Universität zu Berlin. Seine Dissertation handelte von der Tenotomie (Sehnendurchtrennung). 1950 erhielt er das LRCP in London.
Er arbeitete als Arzt am St Bartholomew’s Hospital und als Lecturer am medizinischen College des Hospitals. 1848 gab er das Handbook of Physiology – ein Standardwerk der Physiologie – heraus. Er forschte auf dem Gebiet der Embolien. Als erster erkannte Kirkes den Zusammenhang zwischen Bluthochdruck und chronischem Nierenversagen.
1864 verstarb Kirkes nach kurzer schwerer Krankheit an einer schweren Lungenentzündung. Er war verheiratet mit Caroline (1833–?).

## Veröffentlichungen
- W. S. Kirkes: Kirkes' Handbook of Physiology. 1848.
- W. S. Kirkes: On some of the principal effects of resulting from detachment of fibrinous deposits from the interior of the heart, and their mixture with the circulating blood. In: Med Chir Trans. Band 35, 1852, S. 281–324.
- W. S. Kirkes: Cases, with remarks illustrating the association of chorea with rheumatism and disease of the heart. In: Trans Abernethian Soc St Bartholomew's Hosp. Band 8, 1850, S. 55–69.
- W. S. Kirkes, H. Coote: Tubercular inflammation of the brain. In: Med Times Gaz. Band II, 1850, S. 200–203.
- W. S. Kirkes, H. Coote: Fatal jaundice: Disorganization of the liver. In: Med Times Gaz. Band II, 1850, S. 539–541.
- W. S. Kirkes, H. Coote: Hydatid cyst in the pleura. In: Med Times Gaz. Band I, 1851, S. 10–12.
- W. S. Kirkes, H. Coote: Malignant disease of the lung. In: Med Times Gaz. Band I, 1851, S. 675–676.
- W. S. Kirkes: On apoplexy in relation to chronic renal disease. In: Med Times Gaz. Band 24, 1855, S. 515–517.
- W. S. Kirkes: On hypertrophy of the left ventricle of the heart. In: Med Times Gaz. Band XV, 1857, S. 135–137.

## Weiterführende Literatur
- J. M. Pearce: Cerebral embolism in endocarditis: William Senhouse Kirkes (1823-64). In: Journal of Neurology, Neurosurgery, and Psychiatry. Band 74, Nummer 11, November 2003, S. 1570, ISSN 0022-3050. PMID 14617719. PMC 1738234 (freier Volltext).
- The Late William Senhouse Kirkes. In: British Medical Journal. Band 2, Nummer 208, Dezember 1864, S. 714–715, ISSN 0007-1447. PMID 20744438. PMC 2326416 (freier Volltext).
- R. Marshall: The life and works of Dr. W. S. Kirkes [1823-1864]. In: St Bartholomew's Hospital journal. Band 50, August 1946, S. 91–95, ISSN 0036-2778. PMID 20995402.